# Cristoforo Ambrogini
Cristoforo Ambrogini (anche Ambrosini o Ambrosi) (seconda metà del 1500 – prima metà del 1600) è stato un pittore italiano manierista attivo a Roma nel tardo XVI secolo e all'inizio del secolo successivo.

## Biografia
Le sue sole opere conosciute sono gli affreschi della facciata della chiesa di San Giacomo a Scossacavalli in Piazza Scossacavalli a Roma (attribuiti anche a Giovanni Guerra), e, sempre a San Giacomo, gli affreschi sulle pareti e sulla volta della prima cappella (dedicata alla Vergine Maria) della navata destra, cappella che fu ristrutturata nel 1600 dall'architetto Antonio Longhi. San Giacomo fu distrutta nel 1937 per la costruzione di via della Conciliazione.